# Ишли-Пичуш
Ишли-Пичуш (мар. Пичуш) — деревня в Моркинском районе Республики Марий Эл. Входит в состав Шиньшинского сельского поселения.

## География
Находится в юго-восточной части республики Марий Эл на расстоянии приблизительно 23 км по прямой на восток от районного центра посёлка Морки.

## История
Образовалась в начале XVIII века. В 1839 году здесь (выселок Ишли-Пичуш из деревни Уртем) находилось 11 дворов, насчитывалось 33 души мужского пола. В 1895 году в деревне проживали 212 человек, большинство татары. В середине XIX века была открыта мечеть. В 1980 году в деревне находилось 47 хозяйств, проживали 184 человека. В 2003 году здесь было 37 хозяйств. В советские времена работали колхозы им. Фрунзе и им. Ленина.

## Население
Население составляло 111 человек (татары 99 %) в 2002 году, 83 в 2010.